# Michael Kamen
Michael Arnold Kamen (Nova Iorque, 15 de abril de 1948 — Londres, 18 de novembro de 2003) foi um compositor, maestro e arranjador. Kamen estudou na Escola de Música e Arte de Nova York e rapidamente se tornou um dos músicos mais procurados de Hollywood.

## Carreira
Começou a destacar-se com o grupo New York Rock'n'Roll Ensemble, que nos anos 60 ousou misturar música clássica e ritmos pop. Na década seguinte, serviu como diretor musical de vários balés e começou a trabalhar com trilhas sonoras.
A primeira longa metragem que trouxe o seu nome nos créditos foi o faroeste Zachariah, de 1971. Daí em diante, uma sucessão de projetos surgiram. Nos anos 80 participou de produções mais famosas, conduzindo e compondo as trilhas de Highlander (1986), Brazil (1985), Lethal Weapon (1987), As Aventuras do Barão Munchausen, Die Hard (1988) e Licence to Kill (1989), Die Hard 2 (1990), Hudson Hawk  (1991) e The Last Boy Scout (1991), os três últimos sempre estrelados por Bruce Willis.
Sua primeira nomeação para o Oscar, dividida com Bryan Adams e Robert John "Mutt" Lange, foi em 1992 com a canção "(Everything I Do) I Do It For You", de Robin Hood: Prince of Thieves. Quatro anos mais tarde, ele voltaria a ser nomeado, desta vez por "Have You Ever Really Loved a Woman", da trilha de Don Juan de Marco, também em parceria com Adams e Lange.
Participou ainda de projetos em que misturava arranjos de orquestra sinfônica com música rock, indo do Rock Progressivo do Pink Floyd ao Heavy Metal do Metallica, cuja gravação "Call Of Ktulu" do álbum S&M valeu ao grupo o prêmio de melhor rock instrumental em 2001, no 43º Grammy Awards.
Também criou o tema principal do famoso desenho da década de 1990, X-Men: Animated Series.
Em 1998, Kamen substitui Ennio Morricone como compositor do filme What Dreams May Come.
Em 2000, Kamen compõe juntamente com David Julyan na trilha sonora do filme Memento.
Kamen sofria de esclerose múltipla e não resistiu a uma complicação cardíaca, morrendo no dia 18 de novembro de 2003 em um hospital de Londres, cidade onde morava com a esposa, Sandra, e duas filhas.
Michael Kamen trabalhou com cineastas como: Richard Donner, Terry Gilliam, John McTiernan e Stephen Herek. Ele colaborou ainda com o produtor americano Joel Silver. Seus sucessos incluem trabalhos com os Pink Floyd, David Gilmour e Roger Waters (ele é uma das poucas pessoas que foram convidadas para trabalhar com os dois ex-membros do Pink Floyd, após a sua amarga separação), bem como o Queen, orquestração em "Who Wants to Live Forever". Michael também compôs a trilha sonora do filme X-Men - O Filme em 2000.

## Partituras de filmes
| Ano  | Título                                                | Diretor                                    | Estúdio |
| ---- | ----------------------------------------------------- | ------------------------------------------ | --- |
| 1976 | The Next Man                                          | Richard C. Sarafian                        | Allied Artists Pictures Corporation                                                                                         |
| 1977 | Stunts                                                | Mark L. Lester                             | New Line Cinema |
| 1980 | S*H*E                                                 | Robert Michael Lewis                       | A.E.C. Filmproduktions |
| 1981 | Venom                                                 | Piers Haggard                              | Paramount Pictures |
| 1982 | Pink Floyd – The Wall                                 | Alan Parker Gerald Scarfe                  | Goldcrest Film International Metro-Goldwyn-Mayer                                                                            |
| 1983 | The Dead Zone                                         | David Cronenberg                           | Lorimar Film Entertainment Paramount Pictures (US/Canada) De Laurentiis Entertainment Group (International)                 |
| 1985 | Brazil                                                | Terry Gilliam                              | Embassy Pictures Columbia Pictures                                                                                          |
| 1985 | Lifeforce                                             | Tobe Hooper                                | Cannon Films TriStar Pictures                                                                                               |
| 1985 | Edge of Darkness                                      | Martin Campbell                            | BBC |
| 1986 | Highlander                                            | Russell Mulcahy                            | Cannon Films 20th Century Fox (US) Thorn EMI Screen Entertainment (International)                                           |
| 1986 | Mona Lisa                                             | Neil Jordan                                | HandMade Films Island Pictures                                                                                              |
| 1986 | Amazing Stories                                       | Martin Scorsese                            | Amblin Entertainment Universal Television                                                                                   |
| 1987 | Lethal Weapon                                         | Richard Donner                             | Silver Pictures Warner Bros.                                                                                                |
| 1987 | Rita, Sue and Bob Too                                 | Alan Clarke                                | Channel 4 |
| 1987 | Adventures in Babysitting                             | Chris Columbus                             | Touchstone Pictures Silver Screen Patterns III                                                                              |
| 1987 | Suspect                                               | Peter Yates                                | TriStar Pictures |
| 1987 | Someone to Watch Over Me                              | Ridley Scott                               | Columbia Pictures |
| 1988 | Die Hard                                              | John McTiernan                             | Silver Pictures Gordon Company 20th Century Fox                                                                             |
| 1988 | The Raggedy Rawney                                    | Bob Hoskins                                | HandMade Films Virgin |
| 1988 | The Adventures of Baron Munchausen                    | Terry Gilliam                              | Allied Filmmakers Columbia Pictures                                                                                         |
| 1988 | Crusoe                                                | Caleb Deschanel                            | Island Pictures |
| 1989 | Renegades                                             | Jack Sholder                               | Morgan Creek Productions Interscope Communications Universal Pictures                                                       |
| 1989 | Licence to Kill                                       | John Glen                                  | Eon Productions Metro-Goldwyn-Mayer United Artists                                                                          |
| 1989 | Road House                                            | Rowdy Herrington                           | Silver Pictures United Artists                                                                                              |
| 1989 | Lethal Weapon 2                                       | Richard Donner                             | Silver Pictures Warner Bros.                                                                                                |
| 1990 | Cold Dog Soup                                         | Alan Metter                                | HandMade Films Anchor Bay Entertainment                                                                                     |
| 1990 | Die Hard 2                                            | Renny Harlin                               | Silver Pictures Gordon Company 20th Century Fox                                                                             |
| 1990 | The Krays                                             | Peter Medak                                | Parkfield Entertainment Rank Film Distributors                                                                              |
| 1991 | Nothing but Trouble                                   | Dan Aykroyd                                | Warner Bros. |
| 1991 | Hudson Hawk                                           | Michael Lehmann                            | Silver Pictures TriStar Pictures                                                                                            |
| 1991 | Robin Hood: Prince of Thieves                         | Kevin Reynolds                             | Morgan Creek Productions Warner Bros.                                                                                       |
| 1991 | Company Business                                      | Nicholas Meyer                             | Metro-Goldwyn-Mayer |
| 1991 | Let Him Have It                                       | Peter Medak                                | British Screen Productions                                                                                                  |
| 1991 | The Last Boy Scout                                    | Tony Scott                                 | Geffen Pictures Silver Pictures Warner Bros.                                                                                |
| 1992 | Two-Fisted Tales                                      | Richard Donner Tom Holland Robert Zemeckis | Carolco Pictures |
| 1992 | Tales from the Crypt                                  | various                                    | Home Box Office |
| 1992 | Shining Through                                       | David Seltzer                              | 20th Century Fox |
| 1992 | Lethal Weapon 3                                       | Richard Donner                             | Silver Pictures Warner Bros.                                                                                                |
| 1992 | Blue Ice                                              | Russell Mulcahy                            | M&M Productions |
| 1993 | Splitting Heirs                                       | Robert Young                               | Universal Pictures (EUA/Canada) United International Pictures (International)                                               |
| 1993 | Last Action Hero                                      | John McTiernan                             | Columbia Pictures |
| 1993 | Wilder Napalm                                         | Glenn Gordon Caron                         | TriStar Pictures |
| 1993 | The Three Musketeers                                  | Stephen Herek                              | Walt Disney Pictures Caravan Pictures                                                                                       |
| 1994 | Don Juan DeMarco                                      | Jeremy Leven                               | New Line Cinema |
| 1995 | Circle of Friends                                     | Pat O'Connor                               | Savoy Pictures Cineplex Odeon Films The Rank Organisation                                                                   |
| 1995 | Die Hard with a Vengeance                             | John McTiernan                             | Cinergi Pictures 20th Century Fox (EUA/Japão) Touchstone Pictures (International)                                           |
| 1995 | The First 100 Years: A Celebration of American Movies | Chuck Workman                              | American Film Institute (AFI) Silver Pictures Home Box Office                                                               |
| 1995 | Stonewall                                             | Nigel Finch                                | Strand Releasing |
| 1995 | Mr. Holland's Opus                                    | Stephen Herek                              | PolyGram Filmed Entertainment Interscope Communications Hollywood Pictures (EUA/Canada) Metro-Goldwyn-Mayer (International) |
| 1996 | Jack                                                  | Francis Ford Coppola                       | Hollywood Pictures American Zoetrope Great Oaks Entertainment                                                               |
| 1996 | 101 Dalmatians                                        | Stephen Herek                              | Walt Disney Pictures Great Oaks Productions                                                                                 |
| 1997 | Inventing the Abbotts                                 | Pat O'Connor                               | Fox 2000 Pictures Imagine Entertainment 20th Century Fox                                                                    |
| 1997 | The Heart Surgeon                                     | Audrey Cooke                               | BBC |
| 1997 | Remember Me?                                          | Nick Hurran                                | Talisman Productions Channel Four Films                                                                                     |
| 1997 | Event Horizon                                         | Paul W. S. Anderson                        | Golar Productions Impact Pictures Paramount Pictures                                                                        |
| 1997 | The Winter Guest                                      | Alan Rickman                               | Capitol Films Fine Line Features                                                                                            |
| 1998 | The Avengers                                          | Jeremiah S. Chechik                        | Warner Bros. |
| 1998 | From the Earth to the Moon                            | various                                    | Home Box Office |
| 1998 | Lethal Weapon 4                                       | Richard Donner                             | Silver Pictures Warner Bros.                                                                                                |
| 1998 | What Dreams May Come                                  | Vincent Ward                               | Interscope Communications PolyGram Filmed Entertainment (through Universal Pictures)                                        |
| 1999 | The Iron Giant                                        | Brad Bird                                  | Warner Bros. Feature Animation Warner Bros.                                                                                 |
| 2000 | Frequency                                             | Gregory Hoblit                             | New Line Cinema |
| 2000 | X-Men                                                 | Bryan Singer                               | Marvel Entertainment Group 20th Century Fox                                                                                 |
| 2001 | Band of Brothers                                      | Vários                                     | Home Box Office |
| 2003 | Open Range                                            | Kevin Costner                              | Beacon Pictures Touchstone Pictures                                                                                         |
| 2004 | Against the Ropes                                     | Charles S. Dutton                          | Paramount Pictures |
| 2004 | Back to Gaya                                          | Leonard Fritz Krawinkel Holger Tappe       | Ambient Entertainment Warner Bros. (Alemanha) Entertainment Film Distributors (Reino Unido) First Look International (EUA)  |
| 2004 | First Daughter                                        | Forest Whitaker                            | Regency Enterprises New Regency Davis Entertainment 20th Century Fox                                                        |

## Concertos
- Concerto for Saxophone (1990)
- 24 Nights (1991)
- Live in Hyde Park (Album de Eric Clapton) (1997)
- Guitar Concerto (com Tomoyasu Hotei) (1998)
- S&M (1999) com Metallica
- The New Moon in the Old Moon's Arms (2001)
- Quintet (Canadian Brass) (2002)